# 趙明
趙 明（ちょう めい、生没年不詳）は、五胡十六国時代後趙の人物。南陽郡の出身。字は顕昭。父は西晋の東萊郡太守趙彭。

## 生涯
父の趙彭は西晋に仕え、忠義に篤く品行方正で機敏な人物として評判であり、官職にあってはその才覚を発揮したという。
313年4月、漢（前趙）の将軍石勒が鄴を占拠すると、右長史張賓の勧めにより、趙彭を魏郡太守に任じて鄴の統治を委ねようと考えた。趙彭は召し出されると、進み出て「この彭は、かつて晋室に仕えてその禄を食んでいた者です。その晋の宗廟は今や茂みとなり、川の氾濫が東に向かったように、江南へ移ってしまいました。犬馬というものは主を慕い、決して恩を忘れないそうです。明公（石勒）が天意によって事業を起こし、この彭に命を授けたとなれば、これほど光栄なことはありません。しかし、この栄誉を受けると言う事は、二君に仕える事に他ならず、この彭の望む所ではありません。恐らく、明公自身もこれを良くは思わないでしょう。もし、この彭の余命を自由にさせて頂けるのでしたら、明公による恵みであると考えます。」と涙ながらに述べた。石勒は彼の忠節を大いに喜んで安車駟馬を下賜し、卿禄を与えた。また、趙明は参軍に任じられ、以後は石勒に仕えた。
330年12月、石虎が位に即くと、趙明は尚書に任じられた。
石虎が石勒の子らを誅殺すると、趙明は諌めて「明帝（石勒）の功績は皇天にも及ぶものであり、趙の太祖であります。どうしてこれを絶っていいでしょうか」と述べた。これに石虎は「これは我の家事である。卿が言うべき事ではない」と述べ、取り合わなかった。この直言により石虎の機嫌を損ねてしまい、10年に渡って昇進することが出来なかった。
彼の正道を保って決して曲げない様を見て、当時の人々は蘇則に匹敵するとした。